# Vidloroh americký
Vidloroh americký (Antilocapra americana) Je to jediný zástupce čeledi vidlorohovitých. Je jedním z nejrychlejších savců planety. Jsou známy čtyři poddruhy: vidloroh americký (Antilocapra americana americana), vidloroh arizonský (Antilocapra americana mexicana), vidloroh kalifornský (Antilocapra americana peninsularis) a vidloroh sonorský (Antilocapra americana sonoriensis).

## Pojmenování vidloroha v indiánských jazycích
Severoameričtí indiáni vidloroha často lovili pro maso, a především pro jemnou kůži, která byla ceněna ještě víc než jelenice. Zhotovovaly se z ní ženské oděvy, mokasíny, váčky a další předměty. Indiáni vidloroha pokládali za druh jelena, svědčí o tom i některé z následujících názvů, např. v kríjštině doslova "malý karibu", lakotštině "světlý jelen" nebo nahuatlu "posvátný jelen".
- apačsky: jaadi[3]
- arapažsky: nisice nebo bíh'ih[4]
- černonožsky: awakasi[5]
- hopijsky: choovio[6]
- kríjsky: apis-to-chik-o-shish[2]
- lakotsky: ikpísaŋla nebo tȟatȟókala[7]
- mandansky: köke[8]
- nahuatl: teotlalmazatl[9]
- navažsky: jádí[10]
- šajensky: vó'kaeho[11]
- šošonsky: kwa'ri[12]

## Původ
Vidloroh se vyvíjel v Severní Americe, kde je jedním z nejstarších savců.
Nejbližšími příbuznými jsou žirafovití, tj. žirafy a okapi. 

## Rozměry
- Výška v kohoutku: 100 cm
- Délka: 140 cm
- Hmotnost: samci 40 až 65 kg, samice okolo 40 kg

## Popis

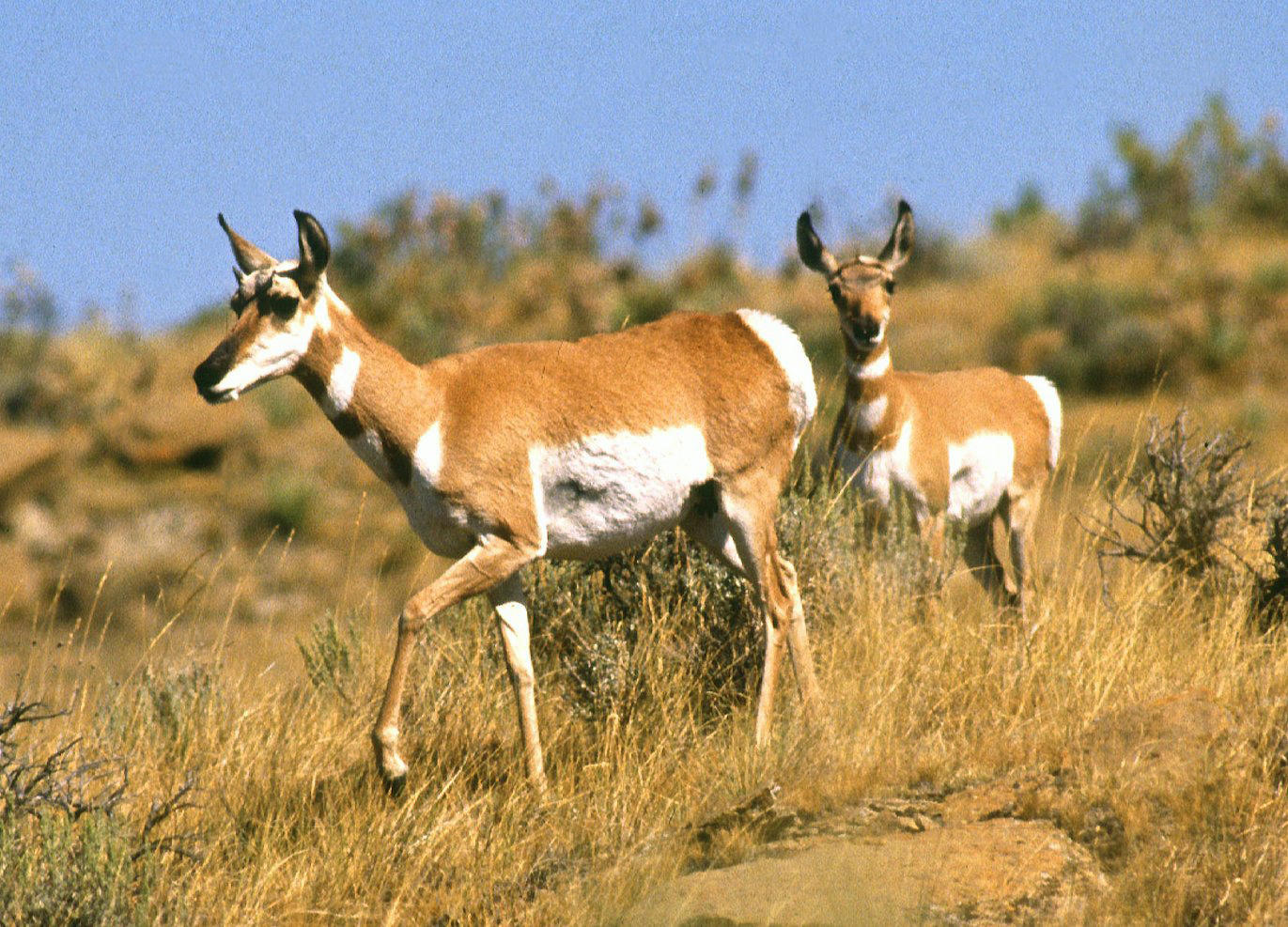
Dvě samice

Tělo je porostlé světle hnědou srstí, břicho a spodní části hlavy a krku jsou bílé. Je-li horko, chlupy se zježí, v zimě zase přilnou k pokožce, aby chránily zvíře před chladem. Ocas je obklopen dlouhými bílými chlupy, které v případě ohrožení naježí, čímž varují ostatní vidlorohy. Samci i samice mají vidlicovitě rozvětvené rohy, jejichž konce jsou ohnuté dozadu. Na rozdíl od jiných rohatých sudokopytníků je každoročně shazují, asi do čtyř měsíců jim narůstají nové. Ocas měří okolo 10 cm. Samci se od samic liší černým zakončením čenichu a delšími rohy (až 50 cm).
Vidlorozi mají výborný zrak. Patří mezi nejrychlejší suchozemská zvířata. Jejich maximální rychlost je nicméně předmětem sporů, údaje se pohybují od 70 do 100 km/h. Maximální potvrzená rychlost u tohoto druhu však činí asi 72 až 88 km/h. Vysokou rychlost (přes 50 km/h) jsou schopni si udržet po mnoho kilometrů. Umožňují jim to velké plíce, objemné srdce a široká průdušnice. Průměrná délka života je deset let.

## Rozšíření
S vidlorohy se nejčastěji můžeme setkat na Velkých pláních, areál však zasahuje i do Skalnatých hor a polopouštních oblastí na jihozápadě USA a na severu Mexika.

## Potrava
Vidlorozi jsou přežvýkavci. Jejich jídelníček tvoří traviny a větve keřů, v případě nedostatku i kaktusy. Velmi dobře snášejí žízeň.

## Rozmnožování
Říje probíhá od září do poloviny října, kdy kolem sebe samec vytvoří skupinu tří až čtyř samic. V květnu až červnu se rodí mláďata, většinou dvojčata, která váží přibližně 2 kg. Matka je rozmístí do úkrytů vzdálených od sebe asi 100 m, kam je chodí kojit. Jestliže je jedno mládě napadeno predátorem, druhé tak má šanci uniknout. Před predátory chrání mláďata jednak chování, zůstávají přitisknuta k zemi, jednak natolik slabý pach, že ho predátoři stěží zaznamenají. 
Samečci mají našedlou srst, jež po třech měsících zhnědne. Do jednoho roku se objevují rohy.

## Způsob života

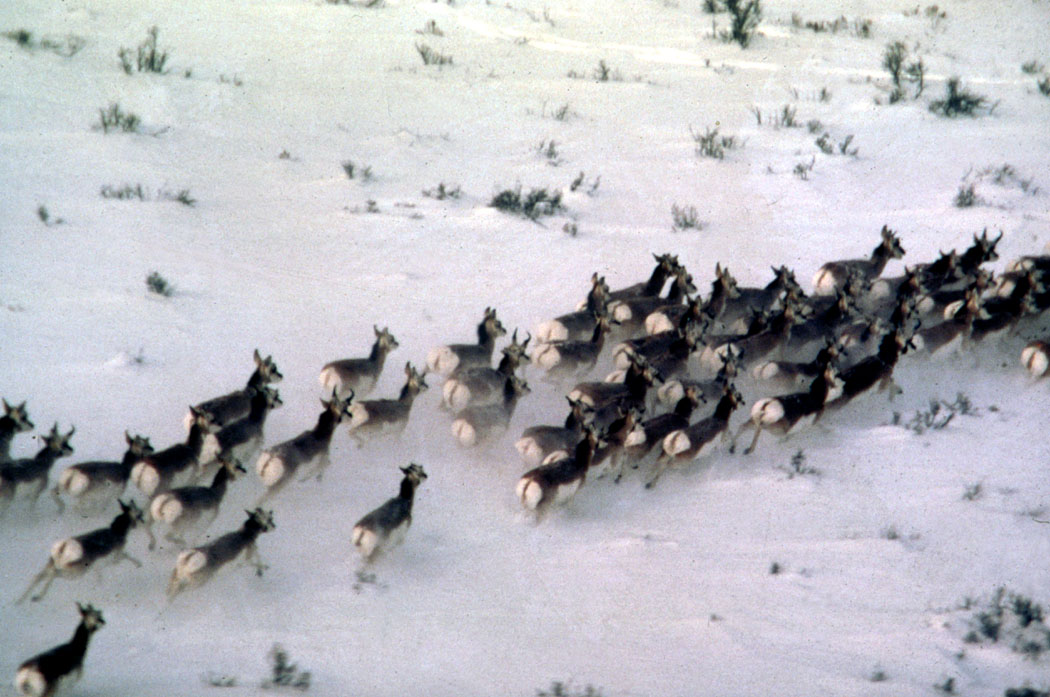
Stádo vidlorohů

Vidlorozi se sdružují do stád, která v minulosti čítala i několik set jedinců. V době říje se rozptýlí a znovu se shromažďují na začátku zimy. Jsou velmi plaší, když však spatří něco neobvyklého, zvědavost je přinutí prohlédnout si to zblízka.

## Bezohledné vybíjení
Vidlorohy potkal podobný osud jako bizony. Když se na americký Západ dostali první běloši, pohybovalo se zde 40–50 milionů těchto zvířat. Za jedno století se početní stavy vidlorohů snížily na 19 000 kusů. Byla přijata přísná opatření na jejich ochranu, díky čemuž se jejich populace začala opět zvětšovat. V současnosti žije v Severní Americe přibližně 700 000 vidlorohů.